# Тријада (психологија)
Тријада је група коју чине три члана (особе, предмета, појаве). У психоанализи и психологији најпознатију тријаду чине отац, мајка и дете. Анална тријада је синдром три основне црте аналног карактера: штедљивост, тврдоглавост и уредност. 